# Коефіцієнт перетворення теплоти
Коефіцієнт перетворення теплоти або коефіцієнт температурної трансформації (англ. Coefficient of performance) — коефіцієнт, що показує ефективність теплового насоса.
Коефіцієнт перетворення теплоти являє собою відношення кількості енергії, що генерується тепловим насосом, до кількості енергії, що витрачається на процес перенесення тепла.
Величину {\displaystyle K={\frac {T_{out}}{T_{out}-T_{in}}}} називають коефіцієнтом трансформації теплового насоса. Коефіцієнт трансформації теплового насоса, або теплонасосної системи теплопостачання (ТСТ) «Ktr» являє собою відношення корисного тепла, що відводиться в систему теплопостачання споживачеві, до енергії, що витрачається на роботу теплонасосної системи теплопостачання, і чисельно дорівнює кількості корисного тепла, одержуваного при температурах Tout і Tin, на одиницю енергії, витраченої на привод ТН або ТСТ. Реальний коефіцієнт трансформації відрізняється від ідеального, описаного формулою (вище), на величину коефіцієнта h, що враховує ступінь термодинамічної досконалості ГТСТ і незворотні втрати енергії при реалізації циклу.
В наведені залежності реального й ідеального коефіцієнтів трансформації (Ктр) теплонасосної системи теплопостачання від температури джерела тепла низького потенціалу Tin і температурного потенціалу тепла, що відводиться в систему опалення Tout. При побудові залежностей, ступінь термодинамічної досконалості ТСТ h була прийнята рівною 0,55, а температурний напір (різниця температур хладону і теплоносія) в конденсаторі і у випарнику теплових насосів дорівнював 7 ° C. Ці значення ступеня термодинамічної досконалості h і температурного напору між хладоном і теплоносіями системи опалення та теплозбору є близькими до дійсності з точки зору врахування реальних параметрів теплообмінної апаратури (конденсатор і випарник) теплових насосів, а також супутніх витрат електричної енергії на привод циркуляційних насосів, систем автоматизації, запірної і керуючої арматури.

## Інтернет-ресурси
- Discussion on changes to COP of a heat pump depending on input and output temperatures [Архівовано 5 Квітня 2019 у Wayback Machine.]
- See COP definition in Cap XII of the book Industrial Energy Management — Principles and Applications[недоступне посилання з 01.08.2017]